# راي روبنسون وليامز
راي روبنسون وليامز (بالإنجليزية: Ray Robinson Williams)‏ هو سياسي أمريكي، ولد في 5 مارس 1899، وتوفي في 22 أكتوبر 1987. انتخب عضو مجلس نواب كارولاينا الجنوبية.